# Hyannis
Hyannis je největší ze sedmi městských čtvrtí města Barnstable v Massachusetts na Cape Codu. V roce 1990 bylo plebiscitem rozhodnuto, že se stane obchodním a dopravním centrem Cape Codu. Proto bývá označováno za jeho „hlavní město“. Nachází se zde kancelářská zástavba města, dvě významné nákupní čtvrti, historická třída v centru a obchodní čtvrť Route 132, která zahrnuje Cape Cod Mall a Cape Cod Potato Chips.
Jedná se o turistickou lokalitu, odkud je přímé spojení trajektem nebo letecky na ostrov Nantucket. Lze se odtud přepravit na ostrov Martha's Vineyard. Pro svůj velký přístav je největším střediskem rekreačního jachtingu a druhým nejvýznamnějším místem obchodního rybolovu na Cape Codu.
Ve staré radnici na Main St. je umístěno Hyanniské muzeum Johna F. Kennedyho, které mapuje jeho zdejší působení. V roce 1966 byla na nábřeží Lewisovy zátoky vztyčena jeho socha, která obsahuje fontánu a základní kámen s pečetí prezidenta USA a citátem:
| „                 | „I believe it is important that this country sail and not sit still in the harbor.“ | “ |
| — John F. Kennedy |                                                                                     |   |

9. listopadu 1960 nově zvolený prezident pronesl vítězný projev v bývalé hyanniské zbrojovce. Toto místo bylo zaneseno do seznamu národních historických památek.

## Hyannis Port
Hyannis Port je malá sídelní vesnice, která je místem letního odpočinku bohaté americké vrstvy. Je zde poštovní úřad (zip code 02647). Své rodinné sídlo zde má po několik generací rodina Kennedyů. Jedná se také o místo uvedené na seznamu národních historických památek. 25. srpna 2009 zde zemřel americký senátor Ted Kennedy. Sídlí zde místní jachtařský a golfový oddíl.
Dle sčítání lidu z 1. dubna 2000 zde existovalo 193 bytových jednotek se 115 obyvateli, žijících ve 46 obydlených jednotkách (76% bylo neobydlených).